# بیلگینلر (سیریک)
بیلگینلر (ترکی استانبولی: Bilginler) یک محله در ترکیه است که در ناحیهٔ سریک، آنتالیا واقع شده است. جمعیت این محله تا سال ۲۰۲۲ برابر با ۵۱۵ نفر بوده است.